# Possagno

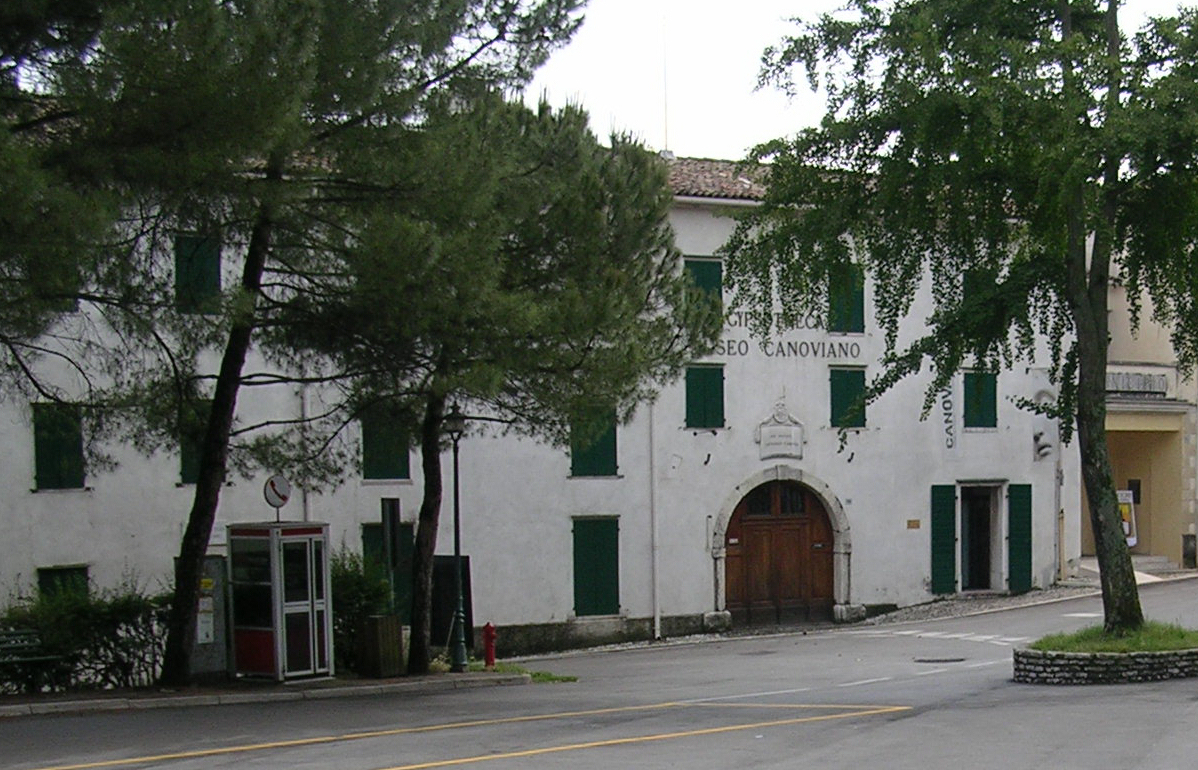
Museo Canoviano dành trưng bày tác phẩm của Antonio Canova.

Possagno là một đô thị ở tỉnh Treviso trong vùng Veneto, có cự ly khoảng 60 km về phía tây bắc của Venice và khoảng 35 km về phía tây bắc của Treviso. Tại thời điểm ngày 31 tháng 12 năm 2004, đô thị này có dân số 2.154 người và diện tích là 12,1 km².
Possagno giáp các đô thị: Alano di Piave, Castelcucco, Cavaso del Tomba, Paderno del Grappa.

Nhà điêu khắc Antonio Canova (1/11/1757 - 3/10/1822) sinh ra ở Possagno.